# Gregorio Aglipay
Gregorio Aglipay Cruz y Labayán (Batac, Ilocos Norte 8 de mayo de 1860 - 1 de septiembre de 1940), fue un reformador religioso filipino.

## Biografía
Se crio carente de progenitores durante las últimas décadas de colonización española de las islas Filipinas. Sufrió grandes abusos y humillaciones cuando fue jornalero por parte de los latifundistas españoles, criticó los abusos de la agricultura colonial y llevó a cabo grandes reformas eclesiásticas.
Se le arrestó a los catorce años por no satisfacer su cuota de tabaco, después se mudó a Manila con el fin de estudiar leyes en el Colegio de San Juan de Letrán y después en la Universidad de Santo Tomas. Después de obtener su licenciatura, entró en el seminario de Ilocos Sur en 1883 y se le ordenó sacerdote de la Iglesia Católica en 1890. Empezó su ministerio como sacerdote auxiliar en varias parroquias de los alrededores de Luzón. 
En 1896, cuando la revolución filipina estalló, sus lealtades políticas e ideológicas estaban ya muy bien definidas. Emilio Aguinaldo lo designó sacerdote militar en 1898; entonces fue excomulgado oficialmente por la Santa Sede. Invitó al clero filipino a unirse contra España, y en 1899 la iglesia lo procesó por incitar a la rebelión. Se le designó obispo de la nueva iglesia filipina, la Iglesia Independiente de Filipinas, cismática de Roma.
Representó a Ilocos Norte en el primer congreso de Filipinas, convocado en Malolos, Bulacán en 1898, antes de que los Estados Unidos compraran el país a España y de que estos enviaran fuerzas para ocupar y colonizar las islas. Tras el estallido de la guerra Filipino-Americana Aglipay se convirtió en el líder de la guerrilla en la región de Ilocos. Se entregó a las nuevas fuerzas de ocupación en Laoag, Ilocos Norte en 1901, entonces los Estados Unidos declararon oficialmente el fin de las hostilidades. 
La Iglesia Independiente Filipina, conocida más adelante como la iglesia de Aglipayan, se creó en 1902 y en las tres décadas siguientes Aglipay luchó por la independencia filipina. Fue candidato a la presidencia de la Commonwealth de las Filipinas en 1935, pero perdió las elecciones frente a Manuel Quezon. Se casó en 1939 (la iglesia nueva permite el matrimonio de los clérigos), murió al año siguiente el 1 de septiembre de 1940, a causa de una hemorragia cerebral. Se encuentra enterrado en el Santuario Nacional que lleva su nombre en Batac.
La Iglesia episcopal en los Estados Unidos de América lo considera santo y celebra su festividad el 5 de septiembre.